# 303. strelska divizija (ZSSR)
303. strelska divizija (izvirno rusko 303. стрелковая дивизия; kratica 303. SD) je bila strelska divizija Rdeče armade v času druge svetovne vojne.

## Zgodovina
Divizija je bila ustanovljena julija 1941 v Voronežu in uničena septembra istega leta med bitko za Kijev. Ponovno so jo ustanovili marca 1942.